# Politică de confidențialitate
Politica de confidențialitate este un document legal care explică cum o organizație, cum ar fi un site web, colectează, utilizează, dezvăluie și gestionează datele și informațiile personale ale utilizatorilor. Este obligatorie pentru majoritatea site-urilor web, în special pentru cele care colectează date personale, cum ar fi numele, adresa de e-mail, numărul de telefon etc.
Scopul politicii de confidențialitate este să asigure utilizatorii că informațiile lor personale sunt tratate într-un mod sigur și legal. Aceasta oferă transparență în ceea ce privește metodele de colectare a datelor, cum sunt acestea stocate, cu cine sunt partajate și cum pot fi modificate sau șterse.
Componente cheie ale unei politici de confidențialitate includ:
1. Ce date sunt colectate: Politica ar trebui să precizeze ce tipuri de date personale sunt colectate de la utilizatori. Acestea pot include nume, adrese de e-mail, adrese IP, date de naștere etc.
2. Cum sunt colectate datele: Politica ar trebui să explice metodele prin care site-ul colectează date. Acest lucru poate implica completarea formularelor, cookie-uri, jurnale de server și altele.
3. Cum sunt utilizate datele: Politica ar trebui să descrie modul în care site-ul utilizează datele colectate. Acest lucru poate include îmbunătățirea serviciilor, personalizarea experienței utilizatorilor, comunicări de marketing etc.
4. Cum sunt protejate datele: Politica ar trebui să descrie măsurile de securitate pe care site-ul le are în vigoare pentru a proteja datele utilizatorilor.
5. Drepturile utilizatorilor: Politica ar trebui să informeze utilizatorii despre drepturile lor în legătură cu datele lor personale, cum ar fi dreptul de a solicita accesul la date, de a rectifica datele incorecte și de a solicita ștergerea datelor.
6. Cum pot fi modificate datele: Politica ar trebui să ofere utilizatorilor informații despre cum pot actualiza sau șterge datele lor personale.

În multe țări, inclusiv în Uniunea Europeană, este obligatoriu ca site-urile web să aibă o politică de confidențialitate în conformitate cu legile privind protecția datelor, cum ar fi RegulamentulGeneral privind Protecția Datelor (GDPR). Încălcarea acestor legi poate duce la sancțiuni severe.